# Valery Ortiz
Valery Milagros Ortiz, in arte Valery Ortiz (San Juan, 1º agosto 1984), è un'attrice e modella portoricana.
È famosa per essere stata la conduttrice del programma On the Up e del programma American Latino Tv

## Filmografia

### Cinema
- Hot Movie - Un film con il lubrificante (Date Movie), regia di Aaron Seltzer (2006)
- From a Place of Darkness, regia di Douglas A. Raine (2008)
- Dumbbells, regia di Christopher Livingstone (2013)
- 2 Dead 2 Kill, regia di Neil Kinsella (2013)

### Televisione
- A proposito di Brian - serie TV, 3 episodi (2007)
- A sud del Paradiso - serie TV, 15 episodi dal (2005-2008)
- Gigantic - serie TV 2 episodi (2010)
- Diary of a Single Mom - serie TV, 15 episodi (2009-2011)
- Hit the Floor - serie TV, 33 episodi (2013-2016)
- Gabby Duran alien sitter - serie TV, 41 episodi (2019-2021)

## Doppiatrici italiane
Nelle versioni in italiano delle opere in cui ha recitato, Kelen Coleman è stata doppiata da:
- Perla Liberatori in Agents of S.H.I.E.L.D., Gabby Duran alien sitter
- Maria Letizia Scifoni in A sud del Paradiso
- Francesca Manicone ne NCIS - Unità anticrimine